# Kílix del Pintor de Andócides

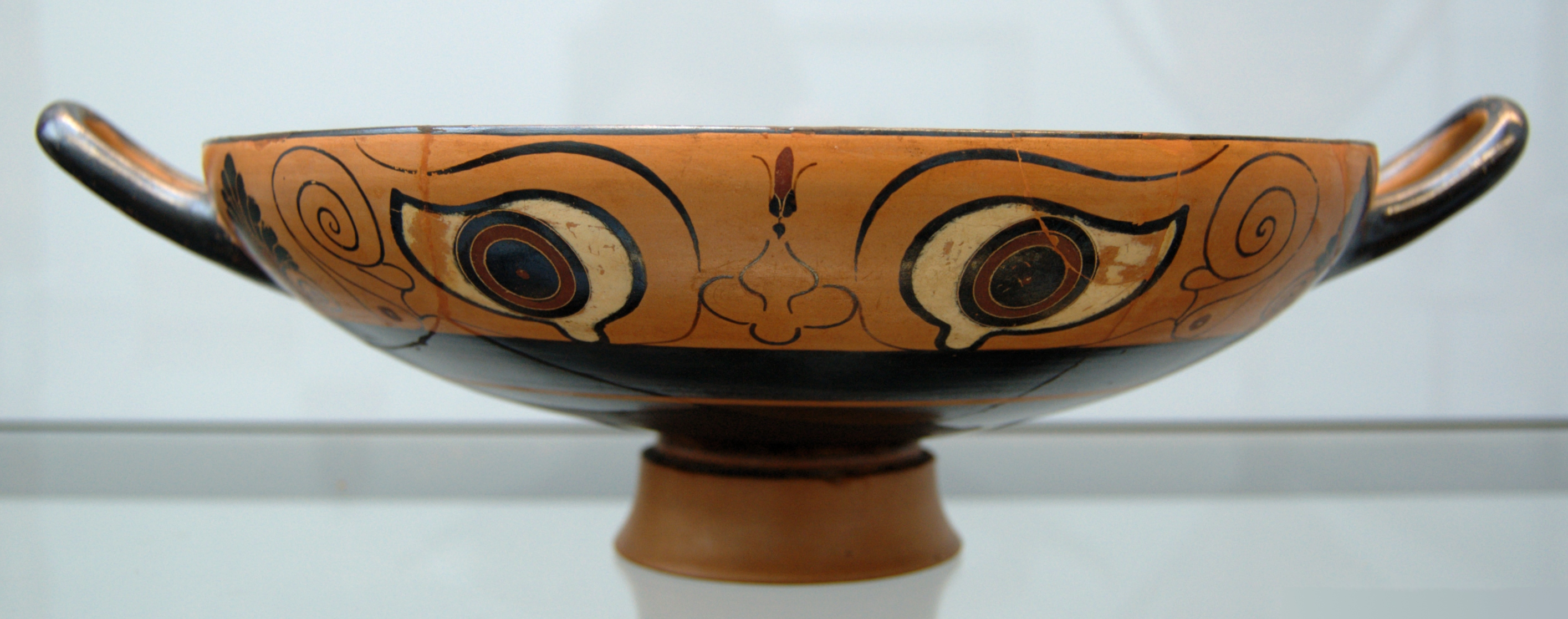
Un ejemplo diferente de la forma de copa de ojos. Copa de ojos de figuras negras calcídica, circa 530 a. C.

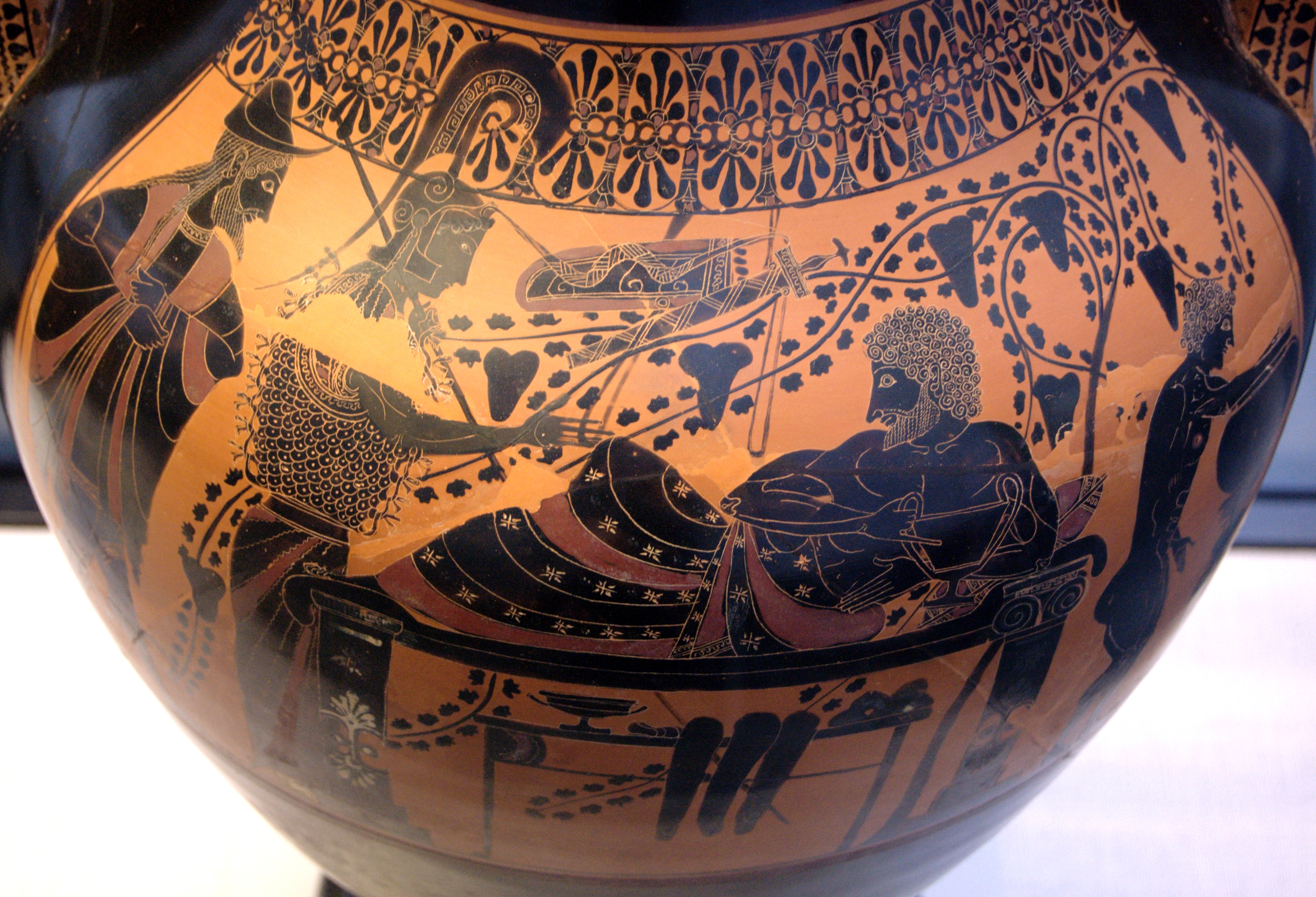
Ánfora bilingüe del pintor de Andócides; Múnich, Staatliche Antikensammlungen, n.º inv. 2301.

El Kílix del Pintor de Andócides es una copa de ojos del pintor de Andócides, conserva en el Museo Archeologico Regionale de Palermo, 
es un excelente ejemplo de la transición de la cerámica de figuras negras al estilo de figuras rojas de finales del siglo VI a principios del siglo V a. C. a. C. que comúnmente dio lugar a la cerámica bilingüe. El pintor Andócides creó la cerámica cerámica de figuras rojas tal y como lo conocemos hoy en día durante sus años de trabajo, entre el 530 y el 515 a. C. A partir del año 530 a. C. aproximadamente, el pintor de Andócides produjo ánforas con figuras rojas y un kílix bilingüe. Se conservan menos de 20 vasos del pintor, pero abarcan entre 30 y 40 años de su carrera, lo que permite a los historiadores trazar el desarrollo de sus estilos pictóricos. Una de las primeras menciones del pintor de Andócides fue en una hidria de figuras negras de Timágoras hacia el 550 a. C., cuando el pintor de Andócides debía de ser un aprendiz.

## Técnica de figuras rojas
La técnica de figuras rojas fue probablemente perfeccionada, si no creada, por el pintor de Andócides. Esta técnica revolucionaria hacía que las composiciones resaltaran más, haciéndolas más visibles a distancia. En esencia, utilizaba los mismos materiales que la técnica de figuras negras, pero invertía el proceso de creación de las figuras. En lugar de usar incisión y añadir colores claros para definir las figuras, estas se dejaban con un esmalte claro y se definían con líneas negras, mientras que el fondo se rellenaba de negro. Este contraste de luz sobre oscuridad hacía que la composición resaltara, a diferencia de las figuras oscuras y sombrías de una composición de figuras negras. Sin embargo, esto creó la necesidad de añadir aún más decoraciones en la parte superior, inferior y laterales del registro principal para delinear el negro del vaso del fondo negro de la escena figurativa.

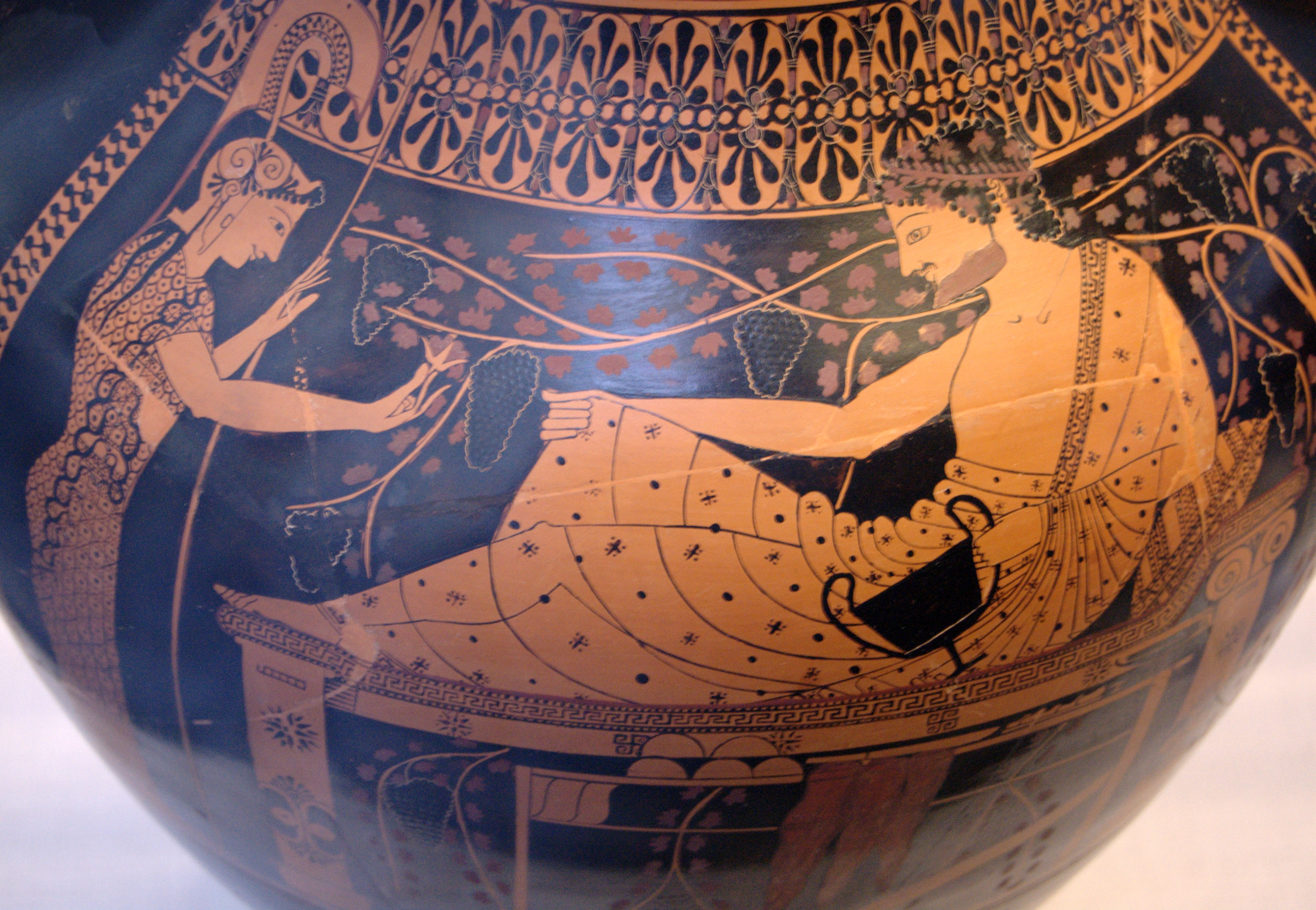
Cara del ánfora bilingüe de figuras rojas de la anterior imagen; Múnich, Staatliche Antikensammlungen, n.º inv. 2301.

La introducción de la técnica de figuras rojas se remonta al Tesoro de los sifnios de Delfos. El estilo del pintor de Andócides es notablemente similar a las decoraciones escultóricas del tesoro. Esta similitud se puede rastrear a través de los detalles particulares de la armería y la anatomía humana, el uso de líneas de drapeado y también a través del tema de la lucha por el trípode délfico. Según Dietrich von Bothmer, del Museo Metropolitano de Arte, solo se sabe que el pintor de Andócides enfatizó los músculos de la pantorrilla con tres líneas curvas, como también se observa en el friso del Tesoro de los sifnios. Esta relación demuestra que el pintor se inspiró en las decoraciones escultóricas del tesoro e incorporó aspectos de ellas en sus propias obras.

## Copa de ojos bilingüe
El único kílix bilingüe, obra del pintors, data de alrededor del 530 a. C. Las figuras de este kílix representan guerreros alrededor de las asas, arqueros entre los ojos en el registro de figuras rojas y un auleta entre los ojos en el registro de figuras negras. La mayor parte del tondo se ha perdido, pero los fragmentos que quedan son solo patrones de rayos. La composición es bastante sencilla, pero la singularidad de este kylix reside en los detalles que dividen las técnicas pictóricas. Los expertos suelen atribuir las composiciones de figuras negras de los vasos del pintor de Andócides al Pintor de Lisipides. En este copa de ojos bilingüe, la demarcación entre figuras rojas y figuras negras es tan específica que los dos guerreros de figuras negras que están suplicando en el suelo tienen escudos de figuras rojas que se les han caído de las manos.

## Soldados de élite
Los hoplitas representados en el kílix eran guerreros griegos que luchaban en filas cerradas, o en falange. Los hoplitas eran el tipo de soldado más común entre los siglos VII y IV a. C. Estos soldados portaban largas lanzas de estoque (dory) en la mano derecha y escudos en la izquierda, con una espada corta (xifos) al cinto. Los escudos protegían el cuerpo del soldado y el lado derecho del guerrero a su izquierda. Esta disposición de los soldados permitía que todos, excepto los que estaban al final de las filas, estuvieran completamente protegidos durante la batalla. La formación en falange no permitía mucho movimiento, pero los griegos eran los mejores guerreros, independientemente de sus problemas de movilidad.«hoplite». Encyclopedia Britannica (en inglés). Archivado desde el original el 6 de septiembre de 2015. Consultado el 2 de mayo de 2025.</ref>